# World Series by Nissan 2004
Le championnat de World Series by Nissan 2004 a été remporté par le Finlandais Heikki Kovalainen sur une monoplace de l'écurie Pons Racing.

## Règlement sportif
- L'attribution des points s'effectue selon le barème 15,12,10,8,6,5,4,3,2,1
- L'auteur du meilleur tour en course inscrit 2 points
- Seuls les 14 meilleurs résultats comptent

## Courses de la saison 2004
| Date         | Lieu        | Vainqueur              | Nationalité | Equipe            |
| 28 mars      | Jarama      | Enrique Bernoldi       | Brésil      | GD Racing         |
| 28 mars      | Jarama      | Enrique Bernoldi       | Brésil      | GD Racing         |
| 25 avril     | Zolder      | Tiago Monteiro         | Portugal    | Carlin Motorsport |
| 25 avril     | Zolder      | Tiago Monteiro         | Portugal    | Carlin Motorsport |
| 23 mai       | Magny-Cours | Narain Karthikeyan     | Inde        | RC Motorsport     |
| 23 mai       | Magny-Cours | Heikki Kovalainen      | Finlande    | Pons Racing       |
| 20 juin      | Valence     | Jean-Christophe Ravier | France      | Epsilon by Graff  |
| 20 juin      | Valence     | Heikki Kovalainen      | Finlande    | Pons Racing       |
| 8 août       | Lausitzring | Heikki Kovalainen      | Finlande    | Pons Racing       |
| 8 août       | Lausitzring | Heikki Kovalainen      | Finlande    | Pons Racing       |
| 19 septembre | Estoril     | Olivier Pla            | France      | Carlin Motorsport |
| 19 septembre | Estoril     | Tiago Monteiro         | Portugal    | Carlin Motorsport |
| 3 octobre    | Barcelone   | Félix Porteiro         | Espagne     | Epsilon by Graff  |
| 3 octobre    | Barcelone   | Heikki Kovalainen      | Finlande    | Pons Racing       |
| 17 octobre   | Valence     | Narain Karthikeyan     | Inde        | RC Motorsport     |
| 17 octobre   | Valence     | Tiago Monteiro         | Portugal    | Carlin Motorsport |
| 7 novembre   | Jarama      | Heikki Kovalainen      | Finlande    | Pons Racing       |
| 7 novembre   | Jarama      | Tiago Monteiro         | Portugal    | Carlin Motorsport |

## Classement des pilotes
| Classement | Pilote                 | Pays               | Equipe                               | Nombre de points |
| ---------- | ---------------------- | ------------------ | ------------------------------------ | ---------------- |
| 1er        | Heikki Kovalainen      | Finlande           | Pons Racing                          | 186 (191)        |
| 2e         | Tiago Monteiro         | Portugal           | Carlin Motorsport                    | 154 (162)        |
| 3e         | Enrique Bernoldi       | Brésil             | GD Racing                            | 121              |
| 4e         | Jean-Christophe Ravier | France             | Epsilon by Graff                     | 120 (122)        |
| 5e         | Tristan Gommendy       | France             | Saulnier Racing                      | 101 (104)        |
| 6e         | Narain Karthikeyan     | Inde               | RC Motorsport                        | 100              |
| 7e         | Juan Cruz Álvarez      | Argentine          | Gabord Competición                   | 77               |
| 8e         | Félix Porteiro         | Espagne            | Porfesa Competición Epsilon by Graff | 76               |
| 9e         | Olivier Pla            | France             | RC Motorsport Carlin Motorsport      | 66               |
| 10e        | Adrián Vallés          | Espagne            | Pons Racing                          | 56               |
| 11e        | Bruce Jouanny          | France             | Witmeur KTR                          | 25               |
| 12e        | Ander Vilariño         | Espagne            | Epsilon by Graff                     | 24               |
| 13e        | Sergio Hernández       | Espagne            | Saulnier Racing                      | 22               |
| 14e        | Didier André           | France             | Witmeur KTR                          | 21               |
| 15e        | Ryo Fukuda             | Japon              | Paul Belmondo Racing                 | 18               |
| 16e        | Karun Chandhok         | Inde               | RC Motorsport                        | 11               |
| 17e        | Julien Vidot           | France             | Epsilon by Graff                     | 7                |
| 18e        | Santiago Porteiro      | Espagne            | Porfesa Competición                  | 6                |
| 19e        | Pablo Donoso           | Chili              | GD Racing                            | 5                |
| 20e        | Giacomo Ricci          | Italie             | Vergani Racing                       | 4                |
| 21e        | Roldán Rodríguez       | Espagne            | Porfesa Competición                  | 2                |
| 21e        | Miloš Pavlović         | Serbie             | Vergani Racing                       | 2                |
| 23e        | Hiroki Yoshimoto       | Japon              | Gabord Competición                   | 1                |
| 23e        | Tomáš Kostka           | République tchèque | RC Motorsport                        | 1                |